# Kloster Wessobrunn

Kloster Wessobrunn gegen Ende des 17. Jahrhunderts, Idealansicht nach nicht ausgeführten Plänen, nach einem Kupferstich von Michael Wening

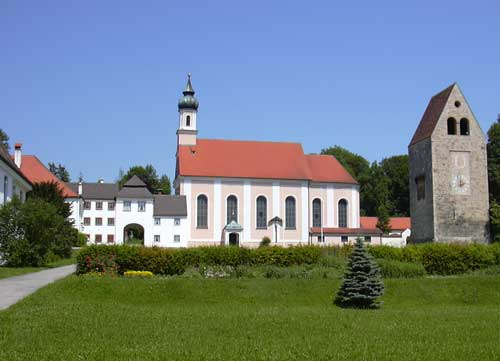
Torhaus, Pfarrkirche St. Johannes Baptist und Grauer Herzog. Rechts im Bild ein ehemaliger Wehrturm.

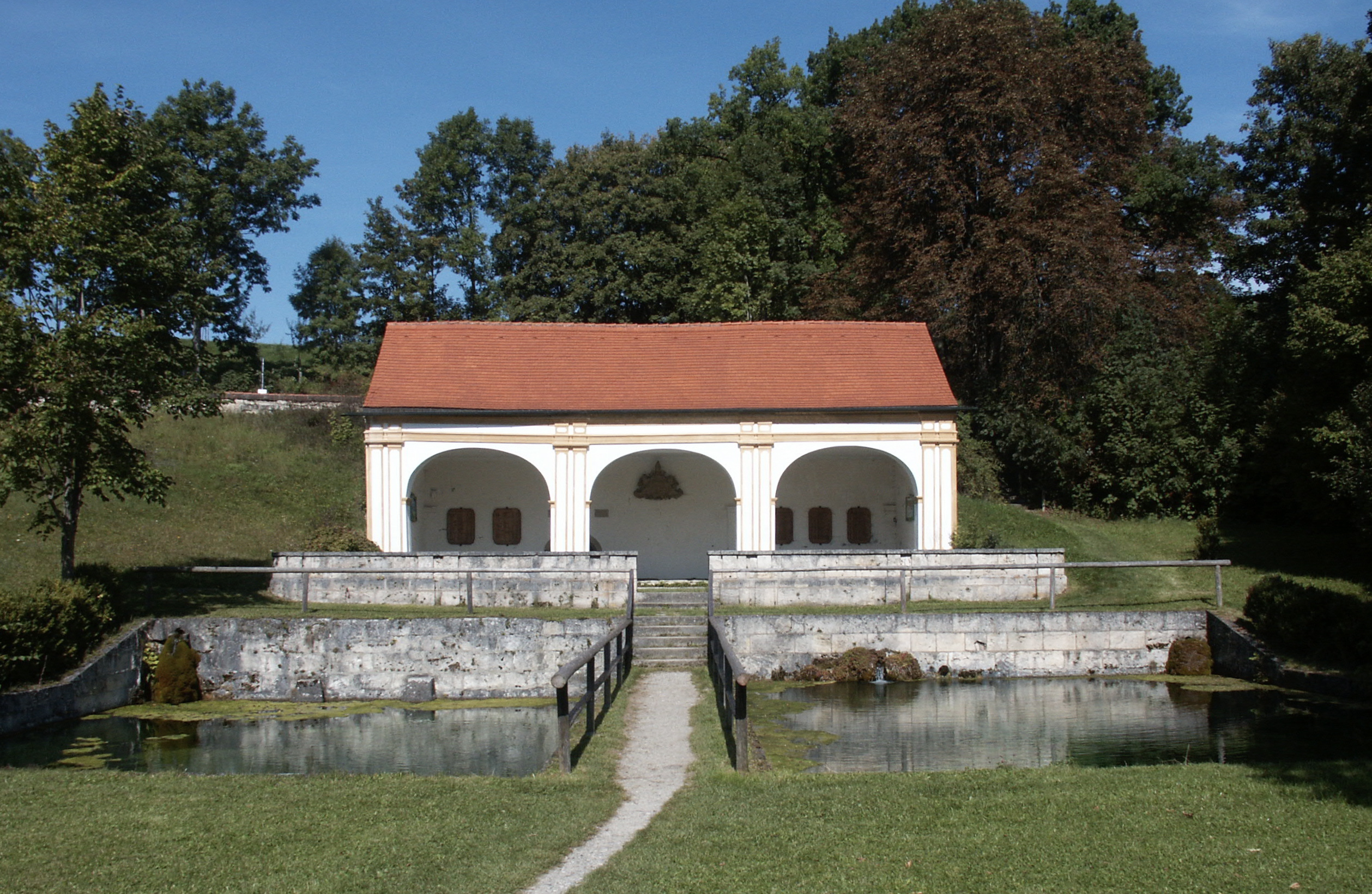
Historisches Brunnenhaus Wessobrunn

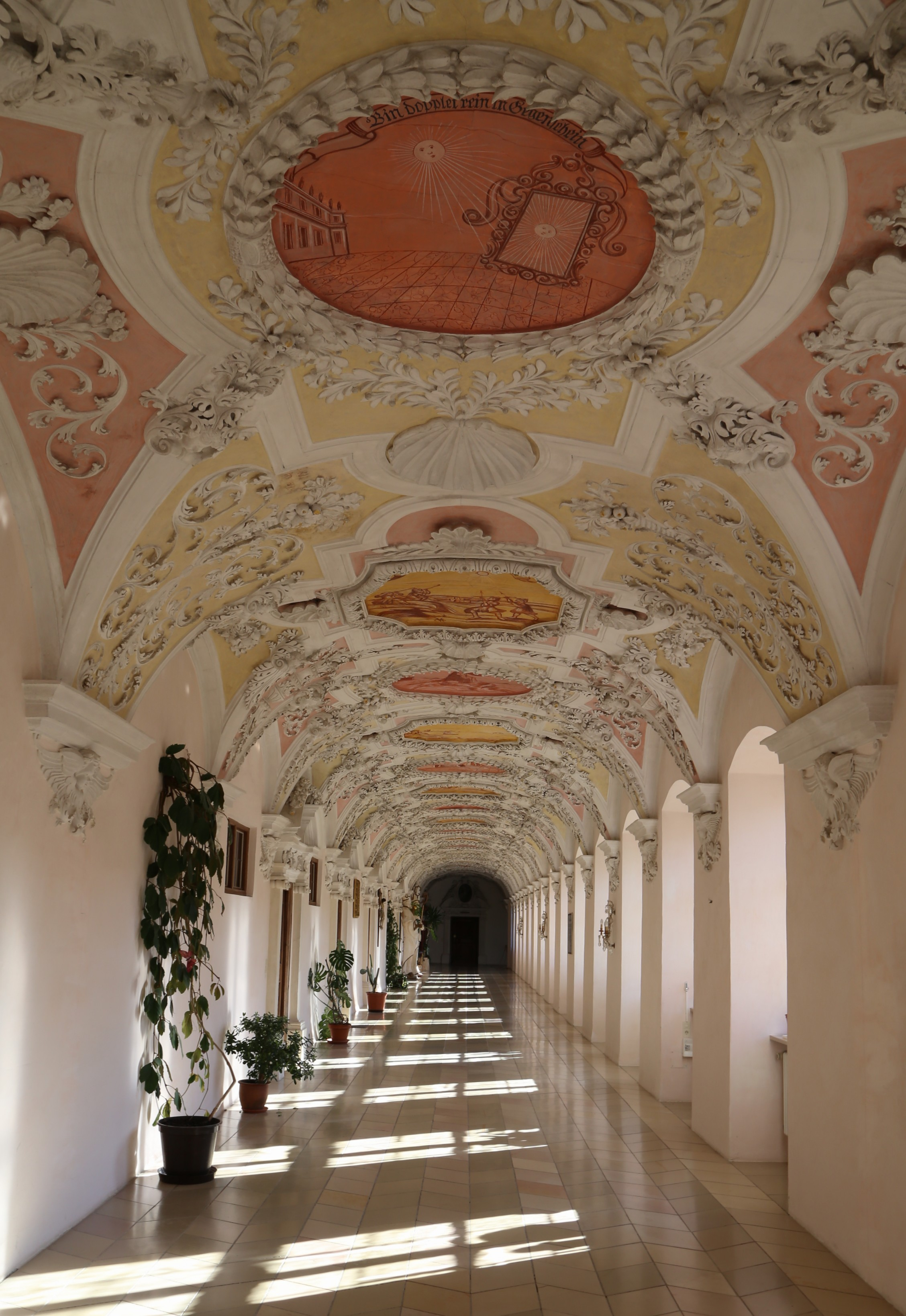
Prachtvoller Stuck im Prälatentrakt

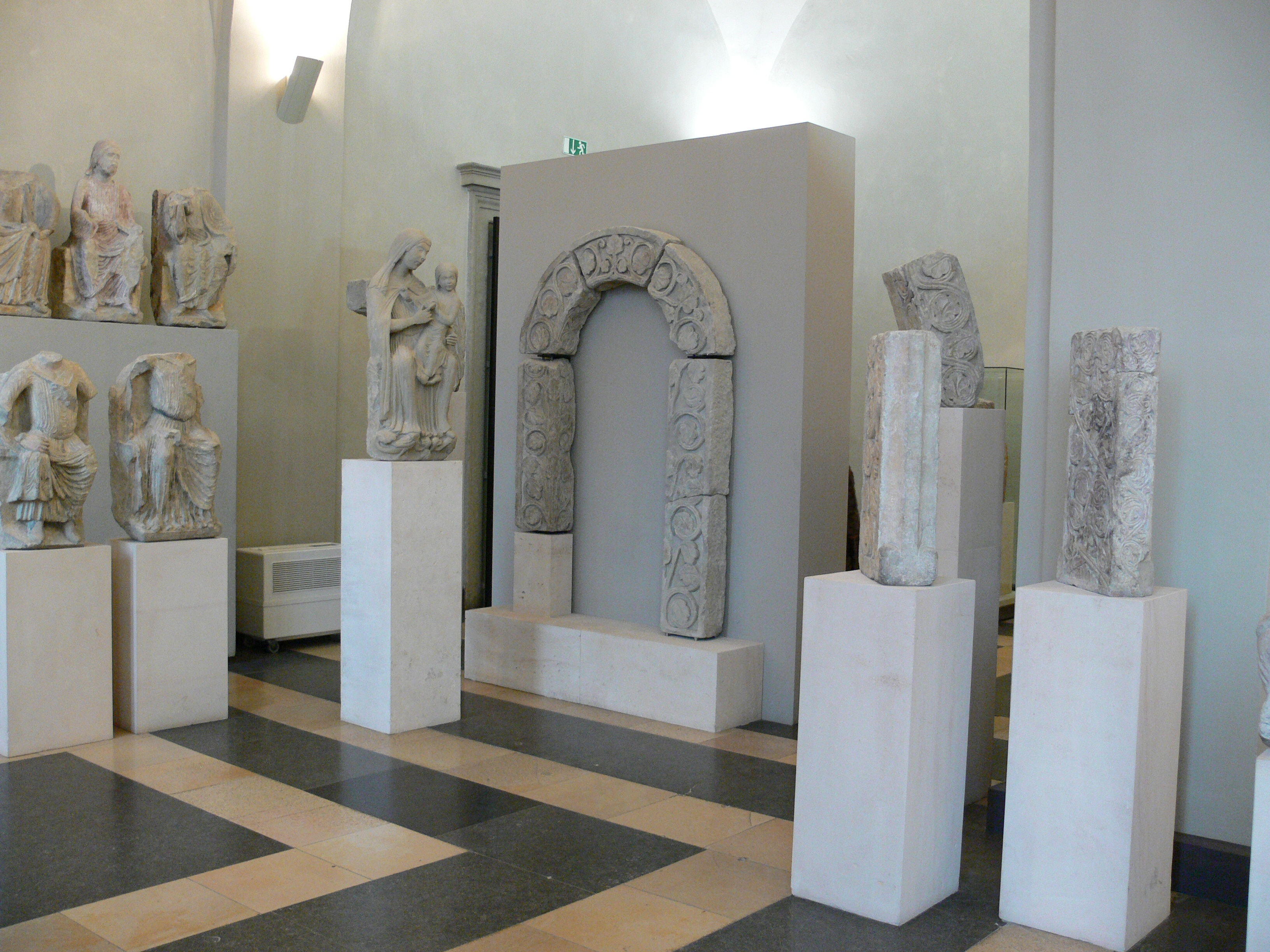
Skulpturen und Architekturfragmente des Klosters Wessobrunn im Bayerischen Nationalmuseum München

Das ehemalige Kloster Wessobrunn war die Keimzelle des heutigen Ortes Wessobrunn im Landkreis Weilheim-Schongau in Oberbayern.

## Klostergründungslegende
Nach einer St. Emmeramer Legende des 11. Jahrhunderts wurde das Kloster vom bairischen Herzog Tassilo III. gestiftet, der im Jahr 753 auf der Jagd eine Nacht im Rotwald, dem Rotter Wald, verbringen musste. Im Traum sah er eine Quelle, deren Wasser in vier Richtungen floss, und von der aus eine Leiter zum Himmel führte, an der Engel auf- und niederstiegen. Am oberen Ende der Leiter stand Petrus und sang ein Offizium. Anderntags ließ Tassilo nach der Quelle suchen, bis sein Jagdgefährte Wezzo Quellen in Kreuzesform fand. Der Herzog verstand seinen Traum als himmlische Weisung und ließ an der Stelle der Quellen das Kloster zu Ehren von Petrus errichten.

## Erstes Benediktinerkloster zu Wessobrunn (8. Jahrhundert bis 955)
Gründer und Gründungsjahr des Klosters Wessobrunn sind nicht sicher bestimmbar. Urkundlich erwähnt wurde es 817 im karolingischen Reichsklosterverzeichnis Kaiser Ludwigs des Frommen. Wessobrunn taucht auch in bayerischen Stammtafeln auf, und zwar als Bestattungsort des frühesten namentlich bekannten Ahnherrn der Familie Törring, Albeck Töringer oder Taringer, auch Alwicus I. genannt, der um 753 gelebt und unter Herzog Tassilo in Bayern als Obristjägermeister gedient haben soll.
Das in der Legende genannte Gründungsjahr 753 gilt als wenig wahrscheinlich, da Herzog Tassilo erst 11 oder 12 Jahre alt gewesen wäre. Dennoch beging das Kloster im Jahr 1753 die Tausendjahrfeier seines Bestehens. Ausgelöst worden war die Jubiläumsfeier durch die von dem Wessobrunner Mönch Coelestin Leuthner im Jahr 1753 veröffentlichte Kloster-Chronik, die Herzog Tassilo ins Licht des Klostergründers zu rücken sucht, das höhere Alter des Klosters übergeht und deshalb bis heute umstritten ist. Koautoren der 1754 veröffentlichten Jubelschrift waren u. a. Abt Beda Schallhammer (1684–1760) und der Salzburger Hochschullehrer für Kirchenrecht Gregor Zallwein (1712–1766).
Hinsichtlich der Gründerschaft kursierten lange Zeit zwei unterschiedliche Überlieferungen, die beide erst Mitte des 11. Jahrhunderts verfasst wurden. Die eine Überlieferung, die sich hauptsächlich auf Urkunden des Klosters Benediktbeuern aus dem 8. und 9. Jahrhundert stützt, besagt, dass um 740 der Adlige Landfrid aus dem Geschlecht der Huosi und dessen Brüder Waldram und Eliland etwa zur gleichen Zeit im Pfaffenwinkel acht Klöster gründeten, nämlich die fünf Männerkonvente Benediktbeuern, Schlehdorf, Seiferstetten, Wessobrunn und Sandau  sowie die drei Frauenkonvente Polling, Staffelsee und Kloster Kochel am See. Für den Zweck der Gründung der fünf Männerkonvente warb Landfrid insgesamt 150 Benediktinermönche an, von denen er 50 mit der Errichtung des Klosters Benediktbeuern beschäftigte und je 25 mit der Errichtung der übrigen vier Klöster. Nach der Fertigstellung der drei Frauenklöster sollen in diese je 25 Nonnen einquartiert worden sein. Landfrid war der erste Abt von Benediktbeuern.
Die andere Überlieferung, die vom Kloster Wessobrunn ausging, sah kraft der Gründungslegende und der Wessobrunner Gründungsnotiz in Herzog Tassilo den Gründer. Dieser Auffassung neigten sich etliche Historiker zu. In der europäischen wissenschaftlichen Kirchengeschichte herrschte jedoch weiterhin die Lehrmeinung vor, das Kloster Wessobrunn sei im Zeitraum 740–741 gegründet worden.
Manche Historiker sahen in den beiden scheinbar unvereinbaren Behauptungen, nämlich einerseits, dass das Kloster Wessobrunn um 740 gegründet worden sein soll, und andererseits, dass Herzog Tassilo als sein eigentlicher Stifter gelten darf, keinen unüberwindbaren Widerspruch. Diese hielten es für wahrscheinlich, dass entweder Tassilos Mutter als Vormund oder in späteren Jahren er selbst das Kloster restaurieren und erweitern ließ.
Aus dem Umstand, dass für die Gründung der Abtei Benediktbeuern anfangs die doppelte Anzahl von Mönchen aufgewandt worden war, wurde in der Geschichtsschreibung mitunter gefolgert, Wessobrunn sei von Benediktbeuern aus gegründet worden.
Reinhard Höppl, der das Verhältnis von Wessobrunn zu Benediktbeuern untersuchte, hebt hervor, dass die Benediktbeurer Überlieferung selbst nicht davon spreche, dass Wessobrunn von Benediktbeuern aus gegründet worden sei. Die Herkunft der ersten Mönche aus Benediktbeuern wurde hingegen auch von Wessobrunn nicht bestritten. Des Weiteren sprächen die vorhandenen Befunde nicht für eine Gründung durch Herzog Tassilo. Höppl hält es deswegen aufgrund anderer Hinweise für wahrscheinlich, dass das Kloster in der zweiten Hälfte des 8. Jahrhunderts von einer Adelsfamilie aus Rott als Eigenkloster gegründet wurde. Seine Schlussfolgerungen fanden in der Wissenschaft Zuspruch.
Das Benediktinerkloster Wessobrunn diente zur Sicherung der Lechgrenze und zur Urbarmachung des umliegenden Waldgebiets. Der Ortsname Wessobrunn (885 Uuezinesprunnin „Quelle des Wetsin“) war ursprünglich wohl ein Flurname, den das Kloster übernahm. Einer anderen Quelle nach könnte das Wort Wesso dem keltischen Sprachschatz  entstammen und der Name Wessobrunn dann soviel bedeuten wie ‚Jagdhund-Brunnen‘.
Mit der Absetzung Tassilos III. durch Karl den Großen wurde Wessobrunn 788 karolingisches Reichskloster. 817 galt es noch als so mittellos, dass es dem Kaiser keine Abgaben für einen Kriegszug zu entrichten hatte, sondern nur Gebete. Etwa um 900 fiel es dem Bistum Augsburg zu. Schließlich ging das Kloster 955 unter. Laut einer Legende brannten die Ungarn die Anlage nieder und ermordeten Abt Thiento und sechs seiner Mönche.

## Säkularkanonikerstift (955–1064)
Nach der Niederlage der Ungarn auf dem Lechfeld wurde das geistliche Leben in Wessobrunn in Form eines Säkularkanonikerstifts fortgeführt. Über diese Zeit ist nicht viel bekannt. Lediglich eine Liste der Propstnamen ist überliefert. Man vermutet, dass Wessobrunn in dieser Periode einen Großteil seiner Güter verlor.

## Zweites Benediktinerkloster (1064–1803)
Erst 1064 wurde erneut ein Benediktinerkloster gegründet. Der letzte Propst, Adelbero, war zugleich der erste Abt. Von etwa 1100 bis 1220 bestand neben dem Männer- auch ein Frauenkonvent. Beiden Klöstern stand der Abt des Männerkonvents vor. Zu den berühmten Ordensfrauen des Frauenkonvents zählte Wulfhild, vierte Tochter Heinrich des Schwarzen, die mit Graf Rudolf von Bregenz († 1160) verheiratet gewesen war und nach dessen Ableben als Witwe in Wessobrunn Nonne wurde, wo sie zu unbekanntem Zeitpunkt verstarb. Sie wurde 1668 seliggesprochen. Der Frauenkonvent befand sich an der Stelle der heutigen Pfarrkirche.
1141 befreite sich Wessobrunn von der Obrigkeit des Bischofs von Augsburg und unterstand wieder unmittelbar dem Landesfürsten. 1220 brannten große Teile des Klosters ab. Es folgten umfangreiche Neubauten. Die insgesamt glückliche Entwicklung des Klosters erlaubte eine intensive Kunstpflege. So wurde die Klosterkirche 1655 innen modernisiert. 1680 begann Abt Leonhard Weiß den Neubau der Klosteranlage, bei dem klostereigene Untertanen beschäftigt werden. Die ehrgeizigen Pläne wurden aber wegen Geldmangels nicht in voller Gänze umgesetzt. Aus den Werkstätten des Klosters, welche hervorragende Spezialisten anzogen, entstand die heute sogenannte Wessobrunner Schule, wo die Ausbildung zahlreicher hervorragender Künstler, insbesondere Stuckateure erfolgte, welche von hier aus den gesamten süddeutschen Raum und darüber hinaus beeinflussten.

### Klosterhofmark
Im Jahr 1330 erhielt das Kloster Wessobrunn die niedere Gerichtsbarkeit von Kaiser Ludwig dem Bayern. Der Umfang dieser Rechte beschränkte sich zunächst auf die unmittelbare Umgebung des Klosters.
Ab 1506 wurde Wessobrunn schließlich als Hofmark bezeichnet, 1606 als geschlossene Hofmark. Ab dem 16. Jahrhundert erwarb das Kloster zunehmend die Gerichtsbarkeit in umliegenden Dörfern.
Die Klosterhofmark Wessobrunn umfasste 1761 sämtliche Hofstellen in der ehemaligen Gemeinde Forst, Rott, Wessobrunn, Haid, Gimmenhausen, Ludenhausen, Riedhof, Pessenhausen, Abtzell (Zellsee und Kochbauer), Kreuzberg, Schellschwang, Pählschwang (Stillern), Feistenau und Vilgertshofen. Abtsried war klostereigen und ist deshalb nicht im Steuerverzeichnis aufgeführt. Insgesamt waren der Jurisdiktion 300 Anwesen zu Eigen, von diesen waren 261 ursprüngliche Hofmarksgüter und 39 später erkauft.

## Nach der Säkularisation (1803–1913)
Im Zuge der Säkularisation wurde das Kloster 1803 aufgehoben. 1810 riss man die Klosterkirche wegen Baufälligkeit ab. Große Teile der Klostergebäude wurden als Materialreservoir ausgeschlachtet, um die abgebrannte obere Stadt in Weilheim wieder aufzubauen. 1861 rettete der Tölzer Historiker Johann Nepomuk Sepp die verbliebenen Bauten, indem er einen Teil der Anlage kaufte. Der freistehende Glockenturm überlebte die Säkularisation nur deshalb, weil die nebenan liegende Wessobrunner Pfarrkirche keine Glocken hat.

## Drittes Benediktinerkloster (1913–2012)
Theodor Freiherr von Cramer-Klett schenkte 1913 den Missions-Benediktinerinnen aus Tutzing die Anlage. Sie zogen in zwei der ehemaligen Klostertrakte ein und bildeten am Ort ein neues Benediktinerkloster. Von 1955 bis 2001 führten die Schwestern hier ein Jugendkurheim. 2012 zogen die letzten Schwestern aus dem Kloster aus.

## Überwiegend säkulare Nutzung seit 2014
2014 kaufte Martina Gebhardt das ehemalige Kloster für ihr Naturkosmetik-Unternehmen. Der Klostergarten wurde mit Heilkräutern bepflanzt. Die Hälfte der Gebäude wurde für das Unternehmen genutzt, in der anderen Hälfte zogen traditionelle Handwerker und ein Seminarbetrieb ein. Verhandlungen mit der Käuferin haben sichergestellt, dass die Kirchengemeinde die Pfarrräume im Kloster weiterhin und dauerhaft nutzen kann.
2017 besuchte das BR Fernsehen das Kloster für die Reportage Der Letzte macht das Licht aus? Von der Umnutzung von Klöstern.

## Äbte und Pröpste
siehe Liste der Äbte und Pröpste des Klosters Wessobrunn